# Calpurnia capensis
Calpurnia capensis är en ärtväxtart som först beskrevs av Nicolaas Laurens Nicolaus Laurent Burman, och fick sitt nu gällande namn av George Claridge Druce. Calpurnia capensis ingår i släktet Calpurnia och familjen ärtväxter. Inga underarter finns listade i Catalogue of Life.